# Krzysztof Aleksander Komorowski
Krzysztof Aleksander Komorowski herbu Dołęga Odmienna (zm. 21 września 1708) – wojewoda brzeskolitewski w latach 1702–1708.
Przedstawiciel średniozamożnej rodziny szlacheckiej pochodzącej z Mazowsza, a osiadłej w Wielkim Księstwie Litewskim w powiecie wiłkomierskim. Był kolejno stolnikiem wiłkomierskim od 1674, deputatem do Trybunału Litewskiego z powiatu oszmiańskiego, chorążym wiłkomierskim 1685, podkomorzym wiłkomierskim 1687, marszałkiem 1689 (nie utrzymał się), starostą wołkowyskim od 1691, kuchmistrzem litewskim od 1692 i wojewodą brzeskim od 15 września 1702.
Elektor Jana III Sobieskiego z powiatu wiłkomierskiego w 1674 roku.
Poseł sejmiku wiłkomierskiego na sejm 1677 roku, sejm zwyczajny 1688 roku, sejm nadzwyczajny 1688/1689 roku, sejm 1690 roku, poseł sejmiku wołkowyskiego na sejm nadzwyczajny 1693 roku, sejm 1695 roku. Jako deputat podpisał pacta conventa Augusta II Mocnego. Poseł wołkowyski na sejm koronacyjny 1697 roku. Poseł wołkowyski na sejm zwyczajny pacyfikacyjny 1699 roku. W okresie wojny domowej 1704–1706 latem 1706 r. przeszedł na stronę Stanisława Leszczyńskiego.
Kiedy przebywał w Prusach w l. 1706–1708, Ludwik Konstanty Pociej zajął mu starostwo wołkowyskie.